# 鮎川盛貞
鮎川 盛貞（あゆかわ もりさだ、1880年（明治13年）6月13日 – 1961年（昭和36年）5月28日）は、日本の弁護士、政治家。衆議院議員（立憲国民党→革新倶楽部）。

## 経歴
福岡県小倉市（現北九州市）出身。豊津中学校（現福岡県立育徳館中学校・高等学校）を経て、日本法律学校（現日本大学）に学んだ後、法律事務所で経験を積み、小倉市で弁護士を開業した。小倉市会議員に選ばれ、また破産管財人も務めた。
1917年（大正6年）4月、第13回衆議院議員総選挙（福岡県小倉市、立憲国民党）で落選。1920年（大正9年）5月、第14回総選挙（福岡県第4区、立憲国民党公認）に出馬し、当選を果たした。1923年（大正12年）11月13日、衆議院議員を辞職した。
1923年、小倉市に東洋民報社を設立して普選運動を推進した。1928年（昭和3年）2月、第1回普通選挙（第16回総選挙、福岡県第4区、中立）に立候補したが落選。東洋民報を廃刊とし、大阪に転居して弁護士の活動に専念。中山製鋼所の顧問弁護士を務めた。
晩年は京都市の中山製鋼所の中山家別邸・東光院で余生を過ごした。